# Randerup Sogn
Randerup Sogn er et sogn i Tønder Provsti (Ribe Stift).
Randerup Sogn hørte til Tønder, Højer og Lø Herred i Tønder Amt. Randerup sognekommune blev ved kommunalreformen i 1970 indlemmet i Bredebro Kommune, der ved strukturreformen i 2007 indgik i Tønder Kommune.
I Randerup Sogn ligger Randerup Kirke.
I sognet findes følgende autoriserede stednavne:
- Lunde (bebyggelse)
- Randerup (bebyggelse, ejerlav)
- Randerup Østermark (bebyggelse)
- Spindborg (bebyggelse)

## Afstemningsresultat
Folkeafstemningen ved Genforeningen i 1920 gav i Randerup Sogn 130 stemmer for Danmark, 8 for Tyskland. Af vælgerne var 25 tilrejst fra Danmark, 3 fra Tyskland. 